# Caída junto al lago con escultura (Garau)
Caída junto al lago con escultura (Caduta di Lago con scultura en italiano) es el título de una obra del artista conceptual italiano Salvatore Garau, en la Colección del Museo de la Farnesina del Ministerio de Relaciones Exteriores de Italia.

## Historia
La pintura fue terminada en 2000, y está en la colección de Colección del Museo de la Farnesina dentro del Palazzo della Farnesina en Roma. Es un  pintura neoromántica.

## Descripción
"Caduta di lago con scultura" muestra el enfoque de Garau en el agua.
"Garau ve un lenguaje evocador, apasionado y romántico con toques de color que crean juegos de agua de ensueño de luces y sombras celestes y azules que se sumergen en la tierra negra. El tema del agua es querido por Garau, quien ha estudiado profundamente los movimientos tanto naturales como determinados por la tecnología humana, dedicando varias exposiciones a este tema." (cit. P. Biotti, crítico de arte)

## Related items
- Palazzo della Farnesina
- Salvatore Garau